# NGC 301
NGC 301 é uma galáxia lenticular (S0) localizada na direcção da constelação de Cetus. Possui uma declinação de -10° 40' 24" e uma ascensão recta de 0 horas, 56 minutos e 18,3 segundos.
A galáxia NGC 301 foi descoberta em 1886 por Frank Müller.